# Drymarchon melanurus
Espèce
Synonymes
- Spilotes melanurus Duméril, Bibron & Duméril, 1854
- Spilotes erebennus Cope, 1860
- Drymarchon corais erebennus (Cope, 1860)

Statut de conservation UICN

 LC  : Préoccupation mineure
Drymarchon melanurus est une espèce de serpents de la famille des Colubridae.

## Répartition
Cette espèce se rencontre au Texas aux États-Unis, au Mexique, en Amérique centrale, en Colombie, en Équateur, au Pérou et dans le nord du Venezuela.

## Liste des sous-espèces
Selon The Reptile Database (8 mai 2015) :
- Drymarchon melanurus erebennus (Cope, 1860)
- Drymarchon melanurus melanurus (Duméril, Bibron & Duméril, 1854)

## Description

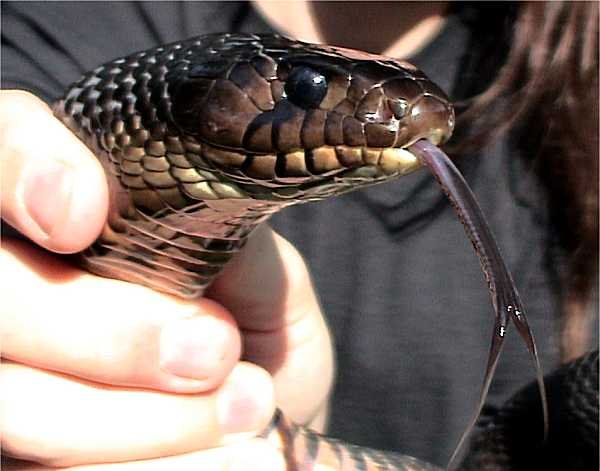
Drymarchon melanurus erebennus, détail de la tête.

Drymarchon melanurus mesure entre 180 et 240 cm. Son dos est brun-olive brillant qui vire au noir vers la queue. Sa face ventrale est jaune-olive clair ou crème.

## Publications originales
- Cope, 1861 "1860" : Notes and descriptions of new and little-known species of American reptiles. Proceedings of the Academy of Natural Sciences of Philadelphia, vol. 12, p. 339-345 (texte intégral).
- Duméril, Bibron & Duméril, 1854 : Erpétologie générale ou histoire naturelle complète des reptiles. Tome septième. Première partie, p. 1-780 (texte intégral).